# Club de Deportes Santiago Morning
El Club de Deportes Santiago Morning es un club chileno de fútbol, con sede en la comuna de Recoleta, en la ciudad de Santiago. Desde 2012 participa en la Liga de Ascenso de Chile.
Aunque el club se originó luego de la fusión de dos instituciones señeras de la capital, el Club de Deportes Santiago y el Morning Star Sport Club en el año 1936, la fecha de fundación se mantuvo en la más antigua de los dos clubes —la del Santiago—, el 16 de octubre de 1903.
En la máxima categoría del fútbol chileno disputó 46 temporadas y logró adjudicarse el Campeonato Nacional de 1942, su máximo logro. Además cuenta con tres títulos de Primera B, y dos de la Tercera División.
Ejerce de local en el Estadio Municipal de La Pintana, ubicado en el sector sur de Santiago, y que cuenta con una capacidad de 5000 espectadores.
El club cuenta con una exitosa rama de fútbol femenino, la cual se desempeña en la Primera División de fútbol femenino de Chile, hasta la fecha obtenido 3 títulos de Primera de forma consecutiva (2018, 2019 y Transición 2020), además teniendo participaciones internacionales en la Copa Libertadores Femenina los años 2019, 2020 y 2021.

## Historia

### Antecedentes y fusión

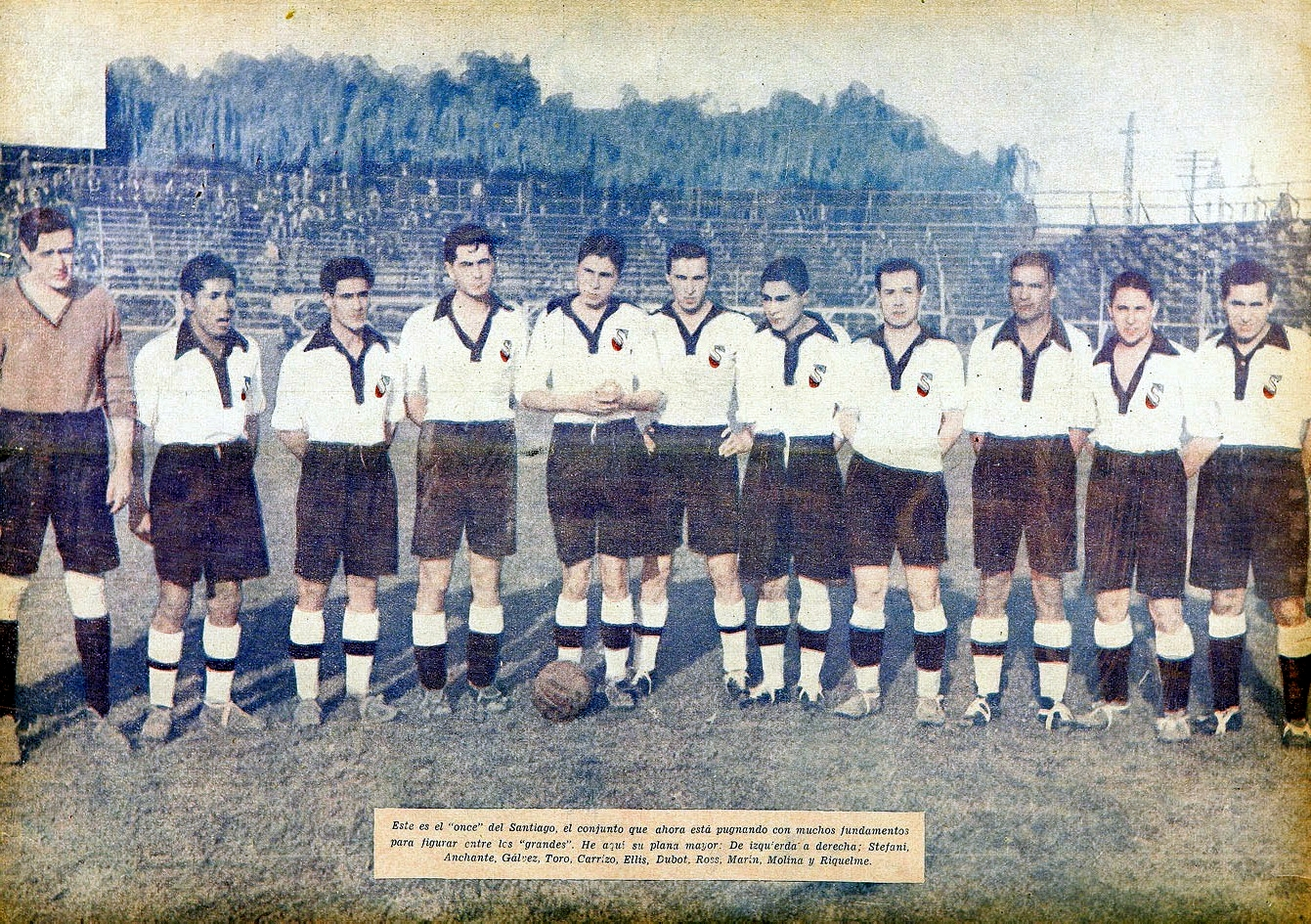
Equipo del Club de Deportes Santiago en 1935.

Los alumnos del Liceo Valentín Letelier de Santiago se organizaron y fundaron el «Santiago Football Club», el 16 de octubre de 1903, en dependencias del Liceo Valentín Letelier de Santiago, bajo la dirección de Rubén Guevara. Su debut fue ante el Club de Los Profesores, el 19 de octubre de 1903. Su uniforme consistió en camiseta blanca y pantalones negros. El 27 de agosto de 1926, el club se fusionó con Santiago Atlético, fundado el 15 de noviembre de 1910, y pasó a llamarse «Club de Deportes Santiago». Su mejor participación en torneos profesionales fue en 1934, un año después de la creación de la Liga Profesional de Football de Santiago, junto con su debut en este tipo de campeonatos, habiendo obtenido el quinto lugar en la tabla de posiciones, además de la Copa Apertura.

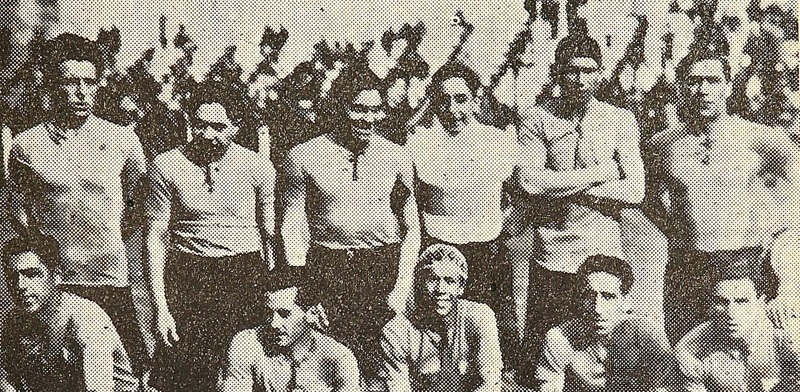
Formación del Morning Star en 1933.

En forma paralela, el 2 de abril de 1907, fue fundado el «Small Chile Football Club», por jóvenes del barrio Independencia y bajo la iniciativa del sacerdote Rafael Edwards Salas, presidente honorario del club. Luego, en el año 1909, cambió su nombre por el de «Morning Star Sport Club». Su uniforme consistió en una camiseta azul y pantalones blancos. El club militó en la Asociación Cristóbal Colón, en la Asociación de Football de Santiago y en la Liga Metropolitana de Deportes, hasta que en 1933, junto con otros clubes de la capital, fundó la Liga Profesional de Football de Santiago. Junto a Audax Italiano, jugó el primer partido de categoría profesional, el 22 de julio, en el Estadio Santa Laura. En el primer campeonato profesional, Morning Star obtuvo el sexto lugar de la tabla de posiciones. En el torneo siguiente obtuvo el duodécimo puesto, siendo el último en la tabla de posiciones, lo que lo obligó a no participar en el campeonato profesional de 1935.
Finalmente, el 17 de abril de 1936, en la sesión de directorio conjunto del Club de Deportes Santiago y del Morning Star Sport Club se acordó fusionar los dos clubes, bajo el nombre de «Club de Deportes Santiago Morning», hecho reconocido por la Sección Profesional de la Asociación de Football de Santiago. Se dejó como fecha de fundación la del club más antiguo, Santiago, esto es, el 16 de octubre de 1903. El debut del club fusionado fue ante La Cruz de Valparaíso, en partido que ganó por 6-0, con arbitraje de Baltazar Bustamante. Su primer equipo estuvo conformado por: Lobos; Carmona, Nocetti; Frías, Pedro García, De Saa; Facio, H. García, Ramírez, Carvajal y Espinoza.

### Primeros años y el título de 1942

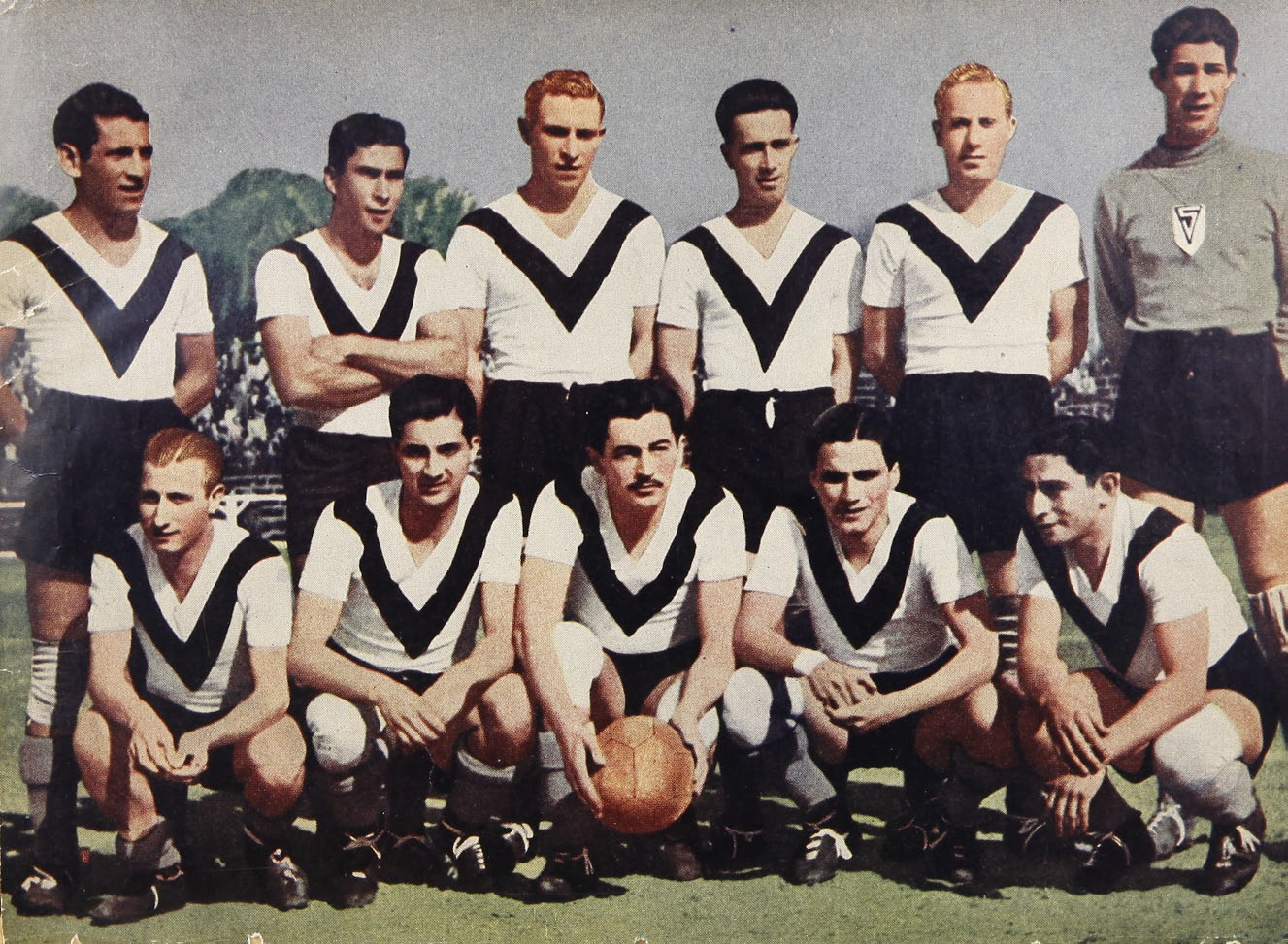
Santiago Morning campeón de Primera División de 1942.

Dirigidos por José Luis Boffi, con el aporte goleador de Domingo Romo y las contenciones del arquero William Marín, casi todo el plantel de 1942 se componía de jugadores venidos de las divisiones inferiores del club, y los que venían de afuera llevaban varios años en la institución: el centrodelantero Raúl Toro cumplía cuatro temporadas defendiendo a la escuadra, y Salvador Nocetti, capitán del equipo, militaba en el Santiago antes de la fusión con el Morning Star.
Tras una lucha palmo a palmo por el primer lugar con Magallanes, Santiago Morning consiguió el campeonato nacional en la última fecha, tras derrotar por 4:0 a Badminton en el Estadio de Carabineros. Al finalizar el encuentro, los seguidores de Santiago Morning entraron a la cancha a felicitar a sus jugadores, quienes fueron llevados en andas hacia los camarines, y luego escoltados por las calles hasta la secretaría del club.

### Época Oscura

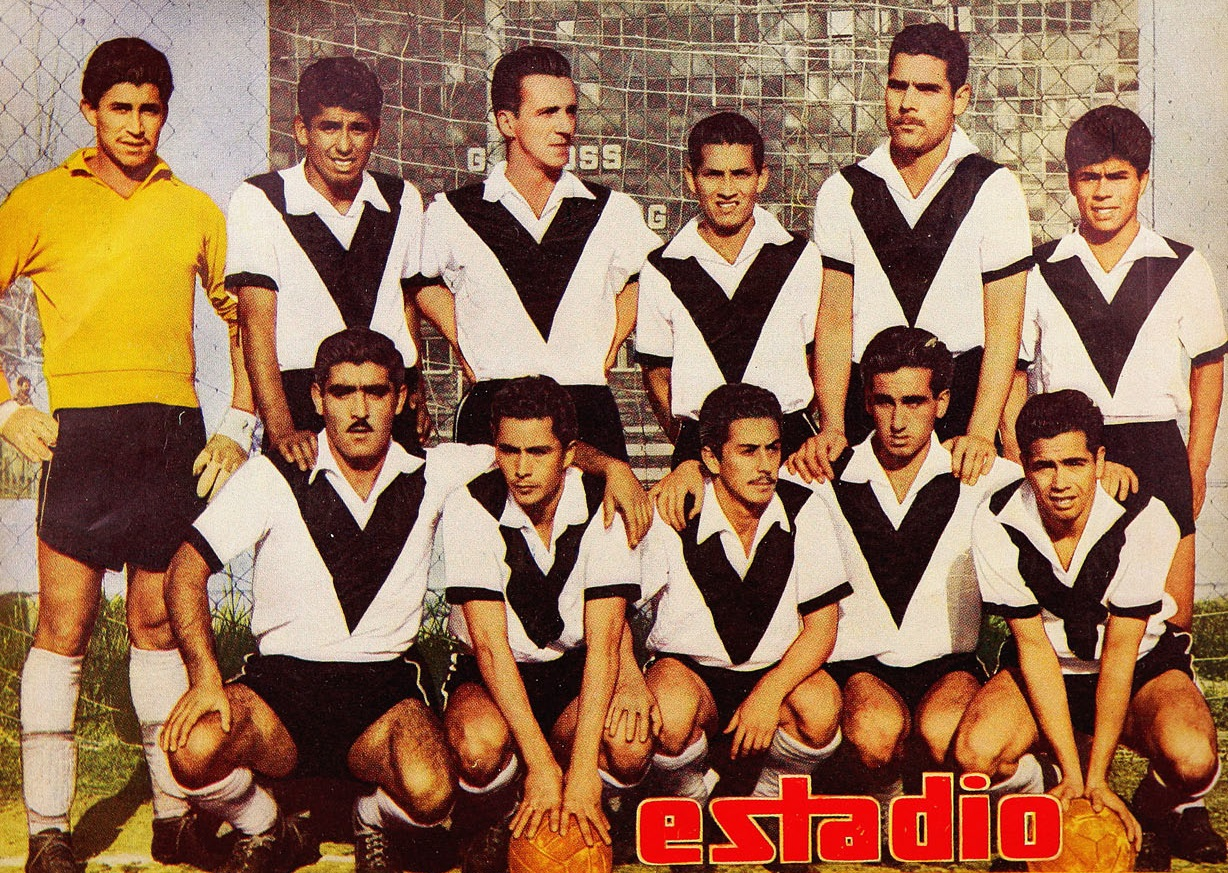
Santiago Morning campeón de la División de Ascenso de 1959.

En 1956 no se logró hacer un buen campeonato con el equipo y por primera vez el equipo cayó a la Segunda División. Pero esta categoría no duró mucho, ya que en 1959 los bohemios regresaron a primera división, saliendo campeón en Segunda División. El equipo logró permanecer en primera división durante nueve años.
En 1970, Santiago Morning jugó de manera consecutiva en la Segunda División, hasta cuando los bohemios volvieron a conseguir el título de Segunda División en 1974, reapareciendo en Primera División en 1975. Esta vez a diferencia de las anteriores temporadas, solamente tres años el Morning mantuvo la categoría en Primera División, pese a que tenía en su plantel, a jugadores de primer nivel en el ámbito nacional como Luis Araneda, jugador formado en Colo-Colo y que llegó al "chaguito" en 1979 y se mantuvo hasta 1983. Luego nuevamente en Segunda División, el equipo bohemio cayó increíblemente a Tercera División en 1983, pero en 1984, Santiago Morning demuestra que no tuvo rivales en Tercera División, coronándose inmediatamente campeón ese año, retornando en forma inmediata al profesionalismo, pero por motivos económicos desistió de participar en Segunda División en 1985, lo que causó su retornó a Tercera División para el año siguiente. A diferencia de la incursión anterior, será muchísimo más larga la permanencia en la categoría. Malas campañas en el Morning, mantuvieron a los bohemios diez largos años en tercera división, años difíciles y donde se libraron luchas infernales en contra de las deudas y la extinción absoluta del fútbol chileno y solo gracias a Manuel Navarrete y la posterior incorporación en la presidencia de Demetrio Marinakis, con fondos provenientes de la Asociación Metropolitana de Autobuses, se logró sacar adelante al club.
Entre 1986 y 1996, Santiago Morning disputó incansablemente la opción de retornar, cumpliendo buenas campañas, pero no logrando el objetivo final. Su primera gran posibilidad, se le presenta en 1994, cuando clasifica a la liguilla Final, junto a Deportes Linares, Municipal Las Condes y Malleco Unido, siendo el cuadro de la Región del Maule, quien en una dramática definición ante el Chaguito, logre el ansiado ascenso.
Finalmente el Morning se coronó campeón de la Tercera División y consiguió el ansiado logro, que buscaba desde hace 10 años, que se presentó el 16 de marzo de 1996, estando Santiago Morning en Tercera División, el presidente del club de ese entonces, Rafael Blanco, le entrega el club al gremio autobusero, precedido por Demetrio Marinakis. Ese mismo año, se logra salir campeón y subir a la Primera B, en la final en el Estadio de la Universidad de Santiago, logra el título.
En 1998, luego de dos temporadas seguidas en Primera B, y bajo la dirección de Jorge Aravena, el equipo consigue subir a la Primera División para la temporada 1999, después de 16 años sin estar en el fútbol grande, ganando la Liguilla de Promoción a Provincial Osorno, por un marcador global de 3 a 1 (2 a 0 en la ida en Santiago y 1 a 1 en la vuelta en Osorno —cuya revancha terminó con incidentes—). De esa forma, el chaguito acompañaba a los ya ascendidos Cobresal y O'Higgins, en la Primera División para la temporada 1999. En aquel plantel que logró el ascenso, estuvieron jugadores destacados como Rodrigo Cuevas, Raúl Palacios, Juan González, Francisco Cañete, Aladino García, Adolfo Ovalle, Pascual de Gregorio, Patricio Ávila, Pablo Bolados, Miguel Vargas, Orlando Amigo, Rodrigo Pinto, Alex Droguett, Marcelo Álvarez, Víctor Hugo Ávalos y Daniel Bazán Vera entre otros, que fueron claves en la obtención del ascenso, en la Promoción ante Osorno.
En 1999 y ya de regreso en Primera División, logró clasificar a la Liguilla por el título, donde terminó en el quinto lugar, detrás de Universidad de Chile, Universidad Católica, Cobreloa y Colo-Colo. En esa liguilla decisiva, el equipo tuvo buenos aciertos, como empatarle precisamente a los albos como visitante a 3 goles, tras ir perdiendo 3 a 0 en el primer tiempo. En ese año, el equipo de la micro se reforzó con jugadores, como por ejemplo Diego Rivarola, Fernando Martel, Francis Ferrero, Francisco Fernández, Luis Pérez y el paraguayo Adolfo Esteche entre otros.

### SigloXXI: 2000-presente
En la temporada de la Primera División Chilena 2000, el Chago clasificó a la Liguilla Pre-Libertadores, tras haber terminado primeros en su grupo, y décimo en la tabla general. Sin embargo, el equipo bohemio fue eliminado por la Universidad Católica, con un resultado de 2-1, con los goles de Juan Carlos Madrid y Néstor Gorosito, más el descuento de Francis Ferrero. También los bohemios llegaron a la final de la Copa Chile, perdiendo 2-1 frente a Universidad de Chile. En ese año, el club se reforzó con buenos jugadores, como por ejemplo Pablo Lenci, Juan Carreño, Francisco Arrué y Rodrigo Sanhueza (estos 2 últimos provenientes de Colo-Colo).
En la temporada de la Primera División Chilena 2001, el Chago casi desciende, tras terminar en el decimocuarto puesto con 28 puntos, terminando a tres puntos del descendido O'Higgins, que terminó en el decimoquinto puesto con 25 puntos. Pese a la mala campaña, que los dejó cerca de descender, los microbuseros integraron a sus filas al argentino Maximiliano Zanello, quien al año siguiente jugaría la Copa Libertadores de América, defendiendo la camiseta de Cobreloa.
En el Torneo Apertura 2002, los microbuseros terminaron penúltimos en su grupo con 15 puntos, debajo de Huachipato con 16 puntos y también del puntero de su grupo, el Santiago Wanderers con 25 puntos. En el Torneo Clausura, los bohemios terminaron peor que en la primera parte, terminando últimos de su grupo con 10 puntos. Finalmente los bohemios bajaron nuevamente a la Primera B, tras haber terminado con 25 puntos, muy debajo de Deportes Concepción, que sería su acompañante en el descenso, que terminó con 28 puntos.
En la temporada 2003, el Morning hizo una irregular campaña en la Primera B, terminando en la octava posición con 43 puntos, con un punto de ventaja sobre Unión La Calera, que terminó con 42 puntos y debajo de Provincial Osorno con 46 puntos, en la tabla acumulada. En la siguiente temporada, con la nueva modalidad de torneo, dividiendo en dos grupos: la zona norte y la zona sur, al Chago le tocó la zona sur, pero el Morning tuvo la misma cantidad de puntos que O'Higgins, con 45 puntos en el tercer puesto, dejando al Morning relegado al cuarto puesto, por menor diferencia de gol.
En la temporada 2005, el Morning contaba con jugadores como Esteban Paredes y Rodrigo Goldberg, jugadores con mucha experiencia en el medio nacional, y también contaba con el cuerpo técnico del exjugador Ivo Basay, y gracias a una notable campaña del Chaguito, terminando primero en la tabla general con 62 puntos, sobre Deportes Antofagasta, que tenía 58 puntos, el Morning subió directamente a la Primera División, junto al equipo antofagastino y O'Higgins (que lo hizo por la Liguilla de Promoción), tras ganarle en un partido definitorio a San Luis de Quillota por 6 goles a 2.
Durante el primer torneo de 2006, el Torneo Apertura, el Chaguito cumplió una muy pobre campaña, terminando últimos en el decimonoveno puesto con solamente 12 puntos, solo tuvieron dos triunfos en el torneo contra Rangers de Talca por 4-3 y sorpresivamente contra la Universidad Católica por 1-0. En el Torneo Clausura, se suponía que los microbuseros debían mejorar y algo hizo por lo menos, tras terminar penúltimos en el decimoctavo lugar con 17 puntos sobre la Unión Española, que tenía 15 puntos. De todos modos, el Morning igualmente descendió y de forma catastrófica, terminando últimos en el decimonoveno puesto con 29 puntos en la tabla acumulada. Pese a eso, el Morning hizo buenos partidos en el Clausura de ese año, como por ejemplo en el empate a 2, que consiguió ante Colo-Colo (que a la postre, sería el campeón de ese torneo), en el Estadio Monumental. El equipo se reforzó con jugadores como el argentino Gustavo Fuentes, que venía de jugar en el fútbol de Malasia.
En 2007, el equipo microbusero hizo un muy buena campaña, terminando segundo junto con Rangers con 63 puntos, debajo de Provincial Osorno con 64 puntos en la tabla acumulada, esto hizo que el Chago clasificara a la Liguilla de Promoción junto con Deportes Copiapó y en esa Liguilla, el "Chaguito" obtuvo el primer lugar en la liguilla de promoción, con 7 puntos sobre Deportes Puerto Montt con 6 puntos y Deportes Copiapó con 4, permitiendo que el Chago subiera nuevamente a la Primera División.
Ya en 2008, el elenco bohemio realiza una campaña inesperada, no solo por el batatazo del triunfo ante Universidad de Chile por 2-1 en el Estadio Nacional, por la fecha 13 del Torneo de Apertura, sino por lo bien que jugó el equipo, incluso estuvo a un paso de la clasificación a playoffs, pero no clasificó ya que terminó tercero con 30 puntos, al igual que la Universidad de Chile, que terminó en el segundo puesto, pero con mejor diferencia de gol. En el Torneo de Clausura, el Chago hizo una campaña similar diferente a la del Apertura, estuvo nuevamente a punto de clasificar a los playoffs, ya que terminó en el tercer puesto con 26 puntos, detrás de O'Higgins en el segundo puesto, con solo 28 puntos. Sin embargo, los microbuseros terminaron en el noveno puesto en la tabla acumulada.

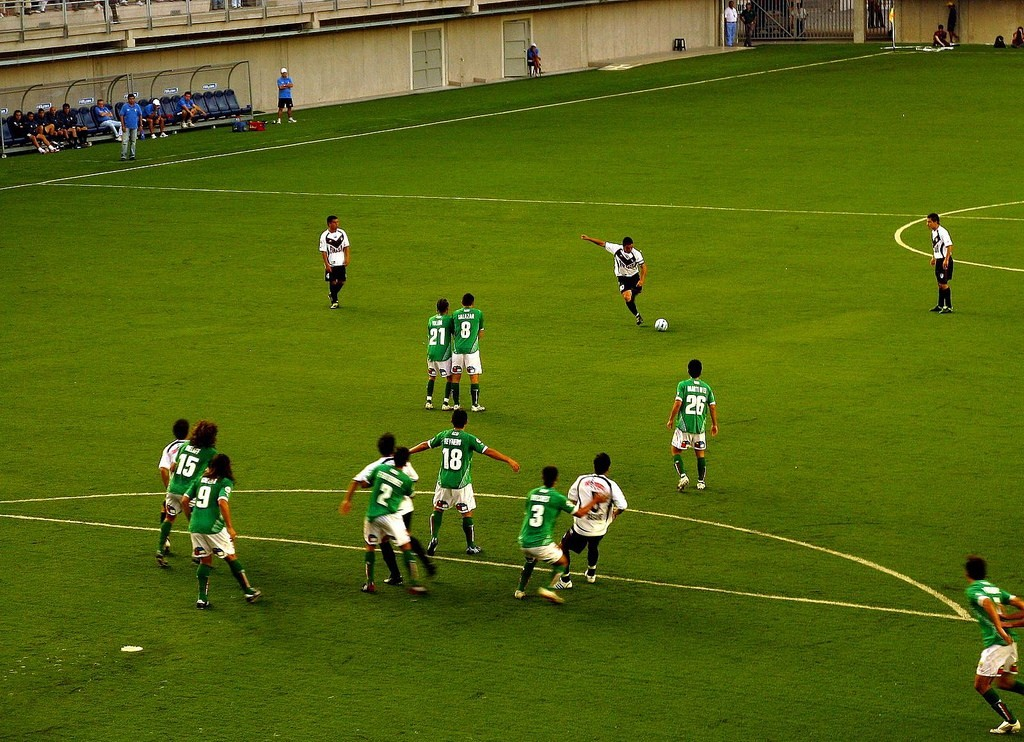
Santiago Morning frente a Audax Italiano en el Bicentenario de La Florida por el Apertura 2009.

En 2009 el combinado microbusero juega su temporada N.º 44 en Primera División. Durante el Torneo de Apertura de ese año alcanza una clasificación a Playoffs en el cuarto puesto, donde se enfrenta a Universidad Católica. En la llave, el equipo bohemio no pudo mostrar, el buen juego de la fase regular, y cayó por 4-0 en la ida y 4-1 en la vuelta, terminando en un resultado global de 8-1. El Morning dejó partir a Esteban Paredes, Eduardo Arancibia, Iván Guillauma y a Jaime Grondona; y por ello, el Morning hizo contrataciones de jerarquía, para el Torneo de Clausura como Reinaldo Navia, Rodolfo Ferrando, Alonso Zúñiga y Sergio Comba. A pesar de todo en el Torneo de Clausura también entra a la postemporada, eliminando a Audax Italiano en un dramático partido, donde el arquero suplente Víctor Loyola, tuvo que ingresar de emergencia como centrodelantero y anotar el gol de la clasificación. Ya en semifinales, nuevamente se topa con Universidad Católica, que le gana 3-0 en la ida y 5-3 en la vuelta. Ese año, el club tuvo entre sus filas, a los goleadores de ambos torneos: Esteban Paredes, con 17 tantos en el Apertura; y Diego Rivarola, con 13 tantos en el Clausura.
La campaña 2010 del club fue irregular. En gran parte del Torneo Nacional, estuvo peleando por no descender. Solamente en la última parte del campeonato, logró subir su nivel terminando 16.º con 36 puntos, a tan solamente a dos puntos del descendido Everton con 34 puntos, y clasificó a la Liguilla de Promoción, donde se enfrentó a Deportes Antofagasta. En el partido de ida cayó por 2-1, y en el partido de vuelta, los Microbuseros lo ganaban tranquilamente por 2-0, hasta que un penal de Richard Olivares, puso el resultado 2-1 y forzó a que el partido se fuera a los alargues, el equipo microbusero quería evitar la tanda de penales y en el minuto 117', tras un disparo de Miguel Hernández, que rebotó en la defensa, el balón le queda servido al delantero argentino Pablo Calandria, que aprovecha el rebote y fue gol, salvando al Morning de caer a la Primera B.
En el año 2011, el rendimiento del equipo bohemio fue bajo. En el Torneo de Apertura finalizó penúltimo con 16 puntos. El magro desempeño llevó a la renuncia del entrenador Fernando Díaz y a la llegada de Hernán Godoy en su reemplazo. El popular "Clavito" pudo subir el nivel del club, logrando impresionantes resultados como la goleada 5-0 conseguida de local ante Cobresal. Pese a esta alza, los puntos obtenidos en el Torneo de Clausura no fueron suficientes y el Chago descendió a Primera B tras caer en la última fecha 2-1 con Cobreloa en el Estadio Municipal de Calama.

## Uniforme
- Uniforme Titular: Camiseta blanca con V negra, pantalón blanco, medias blancas.
- Uniforme Alternativo: Camiseta negra con V blanca, pantalón negro, medias negras.

| Primero | ver evolución | Actual |

## Estadio
Ante la falta de un estadio para fútbol profesional en Recoleta, su comuna de origen y donde se encuentra su sede, el club ejerce de local en el Estadio Municipal de La Pintana, ubicado en el sector sur de Santiago. El recinto tiene una capacidad para acoger a 6000 espectadores.
En el primer semestre de 2010, al igual que entre los años 1980 y 1982, hizo de local en el Estadio Municipal Roberto Bravo Santibáñez de Melipilla, ciudad ubicada en las afueras de Santiago. Otros escenarios que el club ha ocupado para jugar sus partidos han sido el estadio de la actual Universidad de Santiago en la comuna de Estación Central, el Estadio Santiago Bueras de Maipú, el Estadio Monumental de Colo-Colo, ubicado en la comuna de Macul, el Estadio Nacional Julio Martínez Pradanos, ubicado en la comuna de Ñuñoa, y el Estadio Santa Laura de la comuna de Independencia.

## Datos del club
- Temporadas en Primera División: 46 (1936-1956, 1960-1969, 1975-1979, 1982, 1999-2002, 2006, 2008-2011)
- Temporadas en Primera B: 31 (1957-1959, 1970-1974, 1980-1981, 1983, 1985, 1997-1998, 2003-2005, 2007, 2012- )
- Temporadas en Tercera División: 12 (1984, 1986-1996)

## Jugadores

### Plantilla 2025
- Por disposición de la Asociación Nacional de Fútbol Profesional (ANFP), los equipos chilenos en la Liga de Ascenso están limitados a tener en su plantel un máximo de cinco futbolistas extranjeros, más un juvenil extranjero inscrito en el fútbol formativo desde el año 2023.
- Por disposición de la ANFP, el número de las camisetas no puede sobrepasar al número de jugadores inscritos.
- Por disposición de la ANFP, el plantel debe utilizar al menos 1890 minutos a juveniles chilenos nacidos a partir del 1 de enero de 2004.

### Altas 2025
| Jugador            | Posición      | Procedencia               | Tipo            |
| ------------------ | ------------- | ------------------------- | --------------- |
| Alejandro Arana    | Portero       | Naval                     | Libre           |
| Leandro Cañete     | Portero       | Deportes Rengo            | Fin de préstamo |
| Kevin Vásquez      | Defensa       | Santiago Wanderers        | Libre           |
| Enzo Ormeño        | Defensa       | Unión San Felipe          | Libre           |
| Franco Cortés      | Defensa       | Deportes Temuco           | Libre           |
| Gonzalo Santelices | Defensa       | Deportes Santa Cruz       | Libre           |
| Mauricio Iturra    | Defensa       | Rangers                   | Libre           |
| Byron Guajardo     | Defensa       | Deportes La Serena        | Libre           |
| Lautaro Rigazzi    | Defensa       | Deportes Concepción       | Libre           |
| Diego Álvarez      | Defensa       | Deportes Rengo            | Libre           |
| Martín Delgado     | Defensa       | Santiago City             | Libre           |
| Douglas Estay      | Defensa       | San Luis                  | Libre           |
| Tomás Asprea       | Mediocampista | Comunicaciones            | Libre           |
| Wladimir Cid       | Delantero     | Universidad de Concepción | Libre           |
| Bryan Taiva        | Delantero     | Deportes Melipilla        | Libre           |
| Nicolás Forttes    | Delantero     | Deportes Linares          | Libre           |

### Bajas 2025
| Jugador                 | Posición      | Destino              | Tipo   |
| ----------------------- | ------------- | -------------------- | ------ |
| Hernán Muñoz            | Portero       | Curicó Unido         | Libre  |
| Matías Olguín           | Portero       | Brujas de Salamanca  | Libre  |
| David Tapia             | Defensa       | Cobreloa             | Libre  |
| Julián Rodríguez Vuotto | Defensa       | Nueva Chicago        | Libre  |
| John Santander          | Defensa       | Deportes Copiapó     | Libre  |
| Diego Opazo             | Defensa       | Deportes Copiapó     | Libre  |
| Felipe Alvarado         | Defensa       | Deportes Recoleta    | Libre  |
| Diego Cerón             | Defensa       | Deportes Rengo       | Libre  |
| Cristian Muga           | Mediocampista | Cobreloa             | Libre  |
| Tomás Lerman            | Mediocampista | Tacuarembó           | Libre  |
| Jaime Carreño           | Mediocampista | Deportes Santa Cruz  | Libre  |
| Richard Paredes         | Delantero     | Deportes Antofagasta | Libre  |
| César Díaz              | Delantero     | Deportes Copiapó     | Libre  |
| Óscar Ortega            | Delantero     | Huachipato           | Libre  |
| Sergio Riffo            | Delantero     | Bandera de ?         | Libre  |
| Esteban Paredes         | Delantero     |                      | Retiro |
| Lukas Román             | Delantero     | Bandera de ?         | Libre  |

### Distinciones

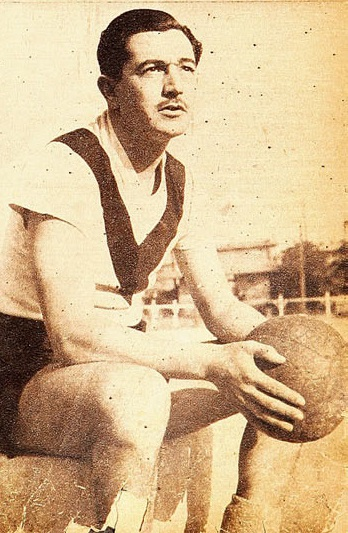
Raúl Toro Julio ha sido el futbolista más trascendental que ha pasado por la historia de Santiago Morning

#### Goleadores Primera División
| Jugador                           | Goles | Torneo  |
| --------------------------------- | ----- | ------- |
| Domingo Romo (Campeón y goleador) | 16    | 1942    |
| Rubén Aguilera                    | 21    | 1951    |
| Víctor Pizarro                    | 27    | 1975    |
| Esteban Paredes                   | 17    | 2009-AP |
| Diego Rivarola                    | 17    | 2009-CL |

#### Goleadores Primera División B
| Jugador                               | Goles | Torneo |
| ------------------------------------- | ----- | ------ |
| Jorge Fuenzalida (Campeón y goleador) | 22    | 1959   |
| Esteban Paredes (Campeón y goleador)  | 25    | 2005   |

#### Goleadores Copa Chile
| Jugador         | Goles | Torneo |
| --------------- | ----- | ------ |
| Fernando Martel | 7     | 2000   |

## Entrenadores

### Cronología
Los entrenadores interinos aparecen en cursiva.
- Marco Antonio Vera (1941)
- José Luis Boffi (1942-1943)
- Salvador Nocetti (1946)
- Francisco Platko (1947-1948)
- José Luis Boffi (1950-1951)
- Luis Tirado (1954)
- José Luis Boffi (1955)
- Alberto Buccicardi (1959)
- Julio Varela (1959)
- Isaac Fernández (1961-1962)
- Fernando Wurth (1963)
- Francisco Hormazábal (1963)
- Donato Hernández (1964)
- Francisco Hormazábal (1965)
- José Luis Boffi (1966)
- Salvador Nocetti (1967-1968)
- Isaac Carrasco (1968-1969)
- Rosamel Miranda (1970)
- Luis López (1972-1973)
- Enrique Hormazábal (1974-1975)
- Pedro Cubilla (1976)
- Aurelio Valenzuela (1976)
- José González (1976)
- Luis Álamos (1976-1977)
- José Santos Arias (1978-1979)
- Enrique Hormazábal (1979)
- Salvador Nocetti (1979)
- Isaac Carrasco (1980)
- Humberto Cruz (1981-1982)
- Enrique Hormazábal (1983)
- Carlos Contreras (1984)
- Guillermo Páez (1984)
- Juan Carlos Esquivel (1985)
- Daniel Díaz (1990)
- Héctor Jara (1994)
- Ismael Ahumada
- Carlos Ramos (1995-1997)
- Sergio Lillo (1997)
- Hernán Castro (1997)
- Sasha Mitjaew (1997)
- Jorge Aravena (1998-1999)
- Sergio Nichiporuk (2000)
- Ricardo Ortiz (2001)
- Jorge Aravena (2001-2002)
- Hernán Godoy (2002-2003)
- Justo Farrán (2004)
- Ivo Basay (2005-2006)
- Orlando Aravena (2006)
- Guillermo Páez (2006)
- Orlando Mondaca (2007)
- José Basualdo (2008-2009)
- Mauricio Pozo (2009)
- Juan Antonio Pizzi (2009-2010)
- Justo Farrán (2010)
- Fernando Díaz (2010-2011)
- Hernán Godoy (2011)
- Ricardo Lunari (2012)
- Hugo Monardes (2012)
- Hernán Ibarra (2012)
- Hugo Monardes (2012)
- Mauricio Giganti (2013)
- Hernán Ibarra (2013)
- Hernán Godoy (2013-2014)
- Patricio Almendra (2014-2015)
- Mauricio Pozo (2015)
- Justo Farrán (2015)
- Miguel Ángel Arrué (2015-2016)
- Justo Farrán (2016)
- Hernán Godoy (2016-2017)
- Jaime García (2018)
- René Curaz (2018-2019)
- Agustín Almarza (2019)
- Luis Landeros (2019-2020)
- Agustín Almarza (2020)
- Fabián Marzuca (2020-2022)
- Cristián Muñoz (2022-2023)
- Claudio Rojas (2023)
- Luis Marcoleta (2023-2025)
- Cristian Febre (2025-)

## Palmarés

### Torneos nacionales
- Primera División de Chile (1): 1942.
- Segunda División de Chile/Primera B de Chile (3): 1959, 1974, 2005.
- Tercera División de Chile (2): 1984, 1996.
- Campeonato de Apertura de Chile (3): 1944, 1949, 1950.(récord)
- Campeonato de Campeones de Chile (2): 1943, 1944.(récord)
- Copa Ernesto Alvear (1): 1983.
- Subcampeón de la Primera División de Chile (2): 1939, 1941.
- Subcampeón de la Segunda División de Chile (3): 1957, 1958, 1981
- Subcampeón del Torneo Apertura de Primera B (1): 2013
- Subcampeón de la Tercera División de Chile (1): 1994.
- Subcampeón de la Copa Chile (1): 2000.
- Subcampeón del Campeonato de Apertura de la Segunda División de Chile (1): 1981.